# Acoustic Shards
| Recensione | Giudizio |
| ---------- | -------- |
| AllMusic   |          |

Acoustic Shards è la seconda raccolta del chitarrista statunitense Buckethead, pubblicata il 1º giugno 2007 dalla Avabella Productions.

## Il disco
Contiene 15 brani registrati nel 1991 in tempo reale e senza sovraincisioni, tra cui le prime versioni dei brani For Mom e Who Me?, le cui versioni definitive sono state successivamente inserite rispettivamente in Colma (1998) e Monsters and Robots (1999). Riguardo alla pubblicazione, il produttore Jas Obrecth ha affermato:

## Tracce
Musiche di Buckethead.
1. For Mom (Early Version) – 2:39
2. Little Gracie – 3:02
3. Who Me? (Early Version) – 2:11
4. Ed's Rhapsody/Midnight Dance/Jars – 2:57
5. Ganru Island/Saskia's Gone – 2:14
6. Ghosts Upstairs – 2:41
7. Spirals – 3:50
8. Cubes, Chunks & Crumbles – 3:29
9. Thugs – 7:40
10. Dinging/Ah-Ji-Jee – 2:40
11. Johnny – 2:20
12. Stay Out of the Shed – 3:02
13. Serape – 1:48
14. Longing – 10:35
15. Box Elders – 1:16

## Formazione
- Buckethead – chitarra acustica

Altri musicisti
- Jas Obrecht – produzione, registrazione
- Tyler Stipe – ingegneria del suono
- Matt Zacharias – editing